# فريناز خسرواني (انتفاضة مهاباد)
فريناز خسرواني، (26 عامًا)، فتاة إيرانية من أصل كردي، في 5 مايو 2015، ألقت نفسها من الدور الرابع من فندق «تارا» والذي كانت تعمل به، ولقت حتفها على الفور، بعد ما تعرض لها رجل مخابرات إيراني، مما أضطرها لإلقاء نفسها من النافذة هربًا منه.
نتج عن هذه الحادثة، احتجاجات شعبية، بدأت في 7 مايو 2015 على خلفية انتحار فتاة كردية هربًا من محاولة اغتصابها في مدينة مهاباد بولاية أذربيجان الغربية في إيران ذات الأغلبية الكردية.
وحرق المئات من المتظاهرين الإيرانيين الفندق الذي لقيت الفتاة مصرعها فيه وفقا لما ذكره أهالي المدينة.
وردد المتظاهرون شعارات غاضبة ضد الحكومة الإيرانية.
ويقول عمر الخانزاده السكرتير العام لحزب كادحي كردستان (كوملة) لـ«الشرق الأوسط» إن الاحتجاجات ضد النظام في إيران سوف تستمر رغم تهديدات جهاز الاستخبارات الإيرانية والحرس الثوري الإيراني للنشطاء الكرد في كردستان إيران الذين يقودون حملات التضامن مع مهاباد التي شهدت موجة غضب تحولت إلى انتفاضة عارمة اتسعت رقعتها لتشمل غالبية المدن في شرق كردستان إيران، والتي على أثرها أعلنت الحكومة الإيرانية حالة الطوارئ.